# تسوبامي (نييغاتا)
مدينة تسوبامي (بالإنجليزية: Tsubame)‏ هي أحد المدن التابعة لمحافظة نييغاتا. تأسست رسميًا في 20/03/2006. ويقدر عدد سكانها بـ 82910 نسمة حسب تقدير مكتب الإحصاء الياباني لعام 2012. تبلغ مساحة تسوبامي 110.88 كم2. بكثافة سكانية تبلغ 748 نسمة/كم2.

## أعلام
- كيلر خان
- شيججي كانيكو